# Sergio Daniel Ponce
Sergio Daniel Ponce (San Martín, 9 gennaio 1984) è un ex calciatore argentino, di ruolo centrocampista.

## Carriera
Ha giocato nella massima serie dei campionati argentino e greco.